# Francisco Balbi di Correggio

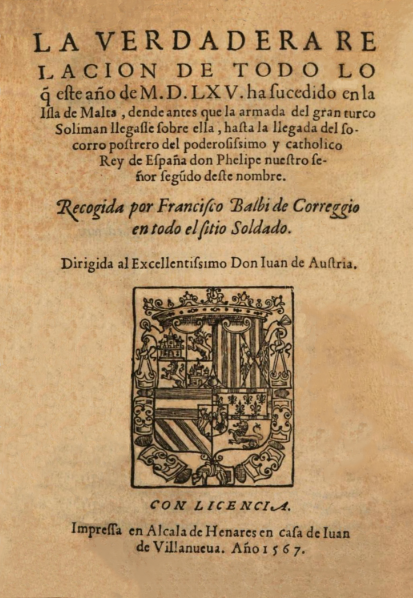
Primeira edição do diário de Balbi, impressa em Alcalá de Henares em 1567.

Francisco Balbi di Correggio (1505 — 1589) nascido em Coreggio, na Província de Reggio Emilia, Itália, era um arcabuzeiro que serviu em uma frota espanhola durante o Cerco de Malta em 1565. Pouco se sabe dele, além de que manteve um diário durante o cerco, que ele publicou mais tarde.
O diário de Balbi é a mais conhecida descrição de testemunha ocular do cerco (há pelo menos uma outra, escrita em forma de um longo poema pelo cavaleiro Hipolito Sans), e todas as histórias subsequentes confiam fortemente nesse diário, incluindo os escritos de Giacomo Bosio, o historiador oficial da Ordem de São João de Jerusalém, cuja descrição somente foi publicada em 1588.
O diário, aparentemente após algumas revisões depois do fato, foi publicado primeiramente na Espanha em 1657. Uma segunda edição, revista e expandida foi publicada em 1568. A primeira tradução para o inglês data de 1961 por Henry A. Balbi, que talvez seja um descendente distante do autor. Outra tradução menos literal e com alguns cortes foi feita por Ernle Bradford em 1965.